# Esposolla
Esposolla (Espousouille en francès) és un poble i territori del terme comunal de Font-rabiosa, a la comarca nord-catalana del Capcir.
Dita: Els d'Esposolla
quan miren l'olla
els neix un pi
dins el tupí.
A l'esquerra del riu Galba, és a prop i al nord-oest de Formiguera, a poca distància, però en un pla superior, per la qual cosa el camí d'accés no és directe.

## Història
Inicialment, Esposolla era una parròquia dependent de l'arxiprestat de Formiguera (aleshores seu de l'únic nucli habitat a tota la vall). En un document de l'any 1011, el més antic conservat que esmenti el topònim, Guillem II de Cerdanya cedeix Sanctus Valentin de Sposolla i Odelló de Querramat a l'abadia de Sant Miquel de Cuixà. El 1630, el delme del lloc es pagava al vescomte d'Èvol Gaspar Galceran d'Hijar. Més modernament, el 1866, es construí l'església de Santa Maria d'Esposolla.

## Demografia
Al fogatge del 1359 se li atribueixen 6 focs, cosa que en fa un poblet d'unes quaranta persones. L'indret no surt esmentat individualitzat al fogatge de 1550. En el present acull unes quantes cases en un petit nucli urbà.